# Erhard II. von Chacenay
Erhard II. von Chacenay (lat. Erardus de Cachenaio / Airardus de Chassenay / Erardus Chacenaii, franz.: Érard de Chacenay; † 16. Juni 1236) war Herr von Chacenay (Haus Chacenay) in der Champagne. Er war der älteste Sohn des Erhard I. von Chacenay († 1191) und der Mathilde, die vermutlich der Burgherrenfamilie von Donzy (Haus Semur) angehörte.

## Leben
Während des Erbfolgekrieges in der Champagne hatte Erhard, wie viele Feudalherren des Landes auch, Partei für den Prätendenten Erhard von Brienne gegen die regierende Gräfin Blanka und deren unmündigen Sohn Theobald IV. ergriffen. Seine Vettern Anséric III. von Montréal und Johann II. von Arcis hatten sich der Erhebung angeschlossen. Gräfin Blanka und ihr Sohn waren allerdings vom König von Frankreich und dem heiligen Stuhl anerkannt, und folglich hatte Papst Innozenz III. am 4. Februar 1216 die Kirchenoberen der Champagne dazu aufgefordert, die Exkommunikation über die Unterstützer des Prätendenten einschließlich der Verhängung des Interdikts über ihre Ländereien auszusprechen. Von Papst Honorius III. war diese Maßnahme noch am 13. Dezember desselben Jahres bestätigt wurden. Der Bann über Erhard war schließlich vom Bischof von Soissons ausgesprochen wurden. Nachdem sich dadurch die politische Waagschale zugunsten der regierenden Gräfin zu neigen begonnen hatte, hatten sich nach und nach die rebellischen Vasallen wieder ihr unterworfen. Von Erhard ist dazu ein an den Papst gerichteter Brief vom 4. Juli 1218 überliefert, in dem er seinen Wunsch nach einer Rekonzilierung zum Ausdruck brachte. In einem Antwortschreiben vom 30. Dezember 1218 hatte der Papst die Aufhebung von Bann und Interdikt über Chacenay angeordnet, sobald Erhard der Gräfin und ihrem Sohn gehuldigt habe. Dazu hatte Erhard allerdings zunächst keine Gelegenheit gefunden, da er sich, vermutlich als Akt der Buße, auf den Kreuzzug von Damiette (fünfter Kreuzzug) begeben hatte. Im Juli 1219 ist er vor der ägyptischen Hafenstadt bezeugt, als er dort eine Schenkung zugunsten des Deutschritterorden tätigte. Erst am 1. November 1220 hatte der Bischof von Soissons wieder die Aufnahme Erhard in die Christengemeinde vollziehen können, nachdem dieser den geforderten Huldigungseid gegenüber der Gräfin abgelegt hatte.
Nach seinem Tod war Erhard I. in der Abtei Clairvaux bestattet wurden.

## Ehe und Nachkommen
Er heiratete 1205 Emelina von Broyes († 1249), Tochter von Hugues III. de Broyes (Maison de Broyes), und Isabelle de Dreux (Haus Frankreich-Dreux), die Witwe des Eudes II. de Champlitte. Sie hatten folgende Kinder:
- Erhard III. († 1253), Herr von Chacenay, Nachfolger Erhards II.
- Huet († 1249 auf dem 6. Kreuzzug)
- Matilda († um 1233), ⚭ vor 1223 Guido von Arcis-sur-Aube
- Alix († vor 1278), Herrin von Chacenay, Nachfolger Erhards III., ⚭ 1) 1224 Graf Guigues V. von Forez († 1259), ⚭ 2) 1259/60 Vizegraf Wilhelm III. von Melun († 1278).
- Johanna (1218 belegt)

## Weblink
- https://fmg.ac/Projects/MedLands/CHAMPAGNE%20NOBILITY.htm#_Toc219265865